# Jolfān
Jolfān (persiska: جلفان) är en ort i Iran.   Den ligger i provinsen Khorasan, i den nordöstra delen av landet, 700 km öster om huvudstaden Teheran. Jolfān ligger 695 meter över havet och antalet invånare är 300.
Terrängen runt Jolfān är kuperad åt nordväst, men åt sydost är den platt. Runt Jolfān är det ganska glesbefolkat, med 28 invånare per kvadratkilometer. Närmaste större samhälle är Jashnābād, 8,2 km söder om Jolfān. Omgivningarna runt Jolfān är i huvudsak ett öppet busklandskap.